# Sega (cég)
A Sega (株式会社セガゲームス; Hepburn: Kabushiki gaisha Sega gēmusu), stilizálva: SEGA, egy japán multinacionális videójáték-fejlesztő és kiadó cég. 1940-ben alapították, ekkor még Service Games volt a neve, aminek a mostani név a rövidítése. 1960. június 3-án kapta meg jelenlegi nevét. A cég 1983 és 2001 között videójáték-konzolokat is gyártott, míg a nagy veszteségek miatt visszavonult a piacról. A céget Martin Bromley, Irving Bromberg és James Humpert alapította 1940-ben.
A Sega népszerű sikeres franchise-airól, mint a Sonic the Hedgehog, Crazy Taxi, Yakuza vagy a Virtua Fighter.
A cég központja Tokió Sinagava nevű kerületében található.

## Történet
A céget 1940-ben alapította Martin Bromley, Irving Bromberg és James Humpert Honoluluban. Kezdetben az amerikai hadseregnek adott el pénzbedobós játékgépeket a katonák számára. 1951-ben illegálissá váltak az Egyesült Államokban a nyerőgépek, ezért Japánba költöztek, ahol már Service Games of Japan néven működött a cég, és játékgépeket adott amerikai katonai állomásokra.